# Marfório

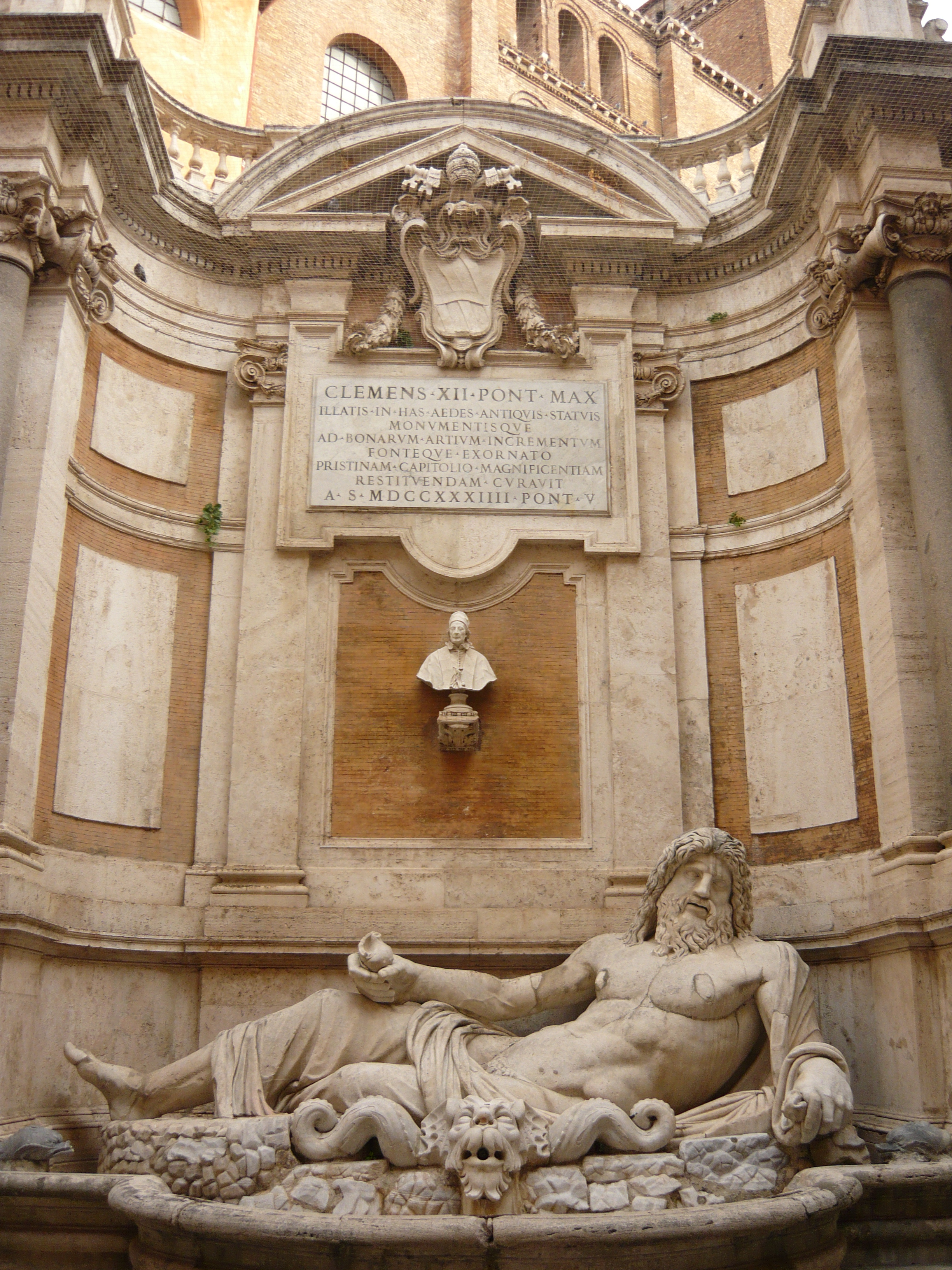
Marfório, num dos pátios do Palazzo Nuovo (que abriga parte da coleção dos Museus Capitolinos).

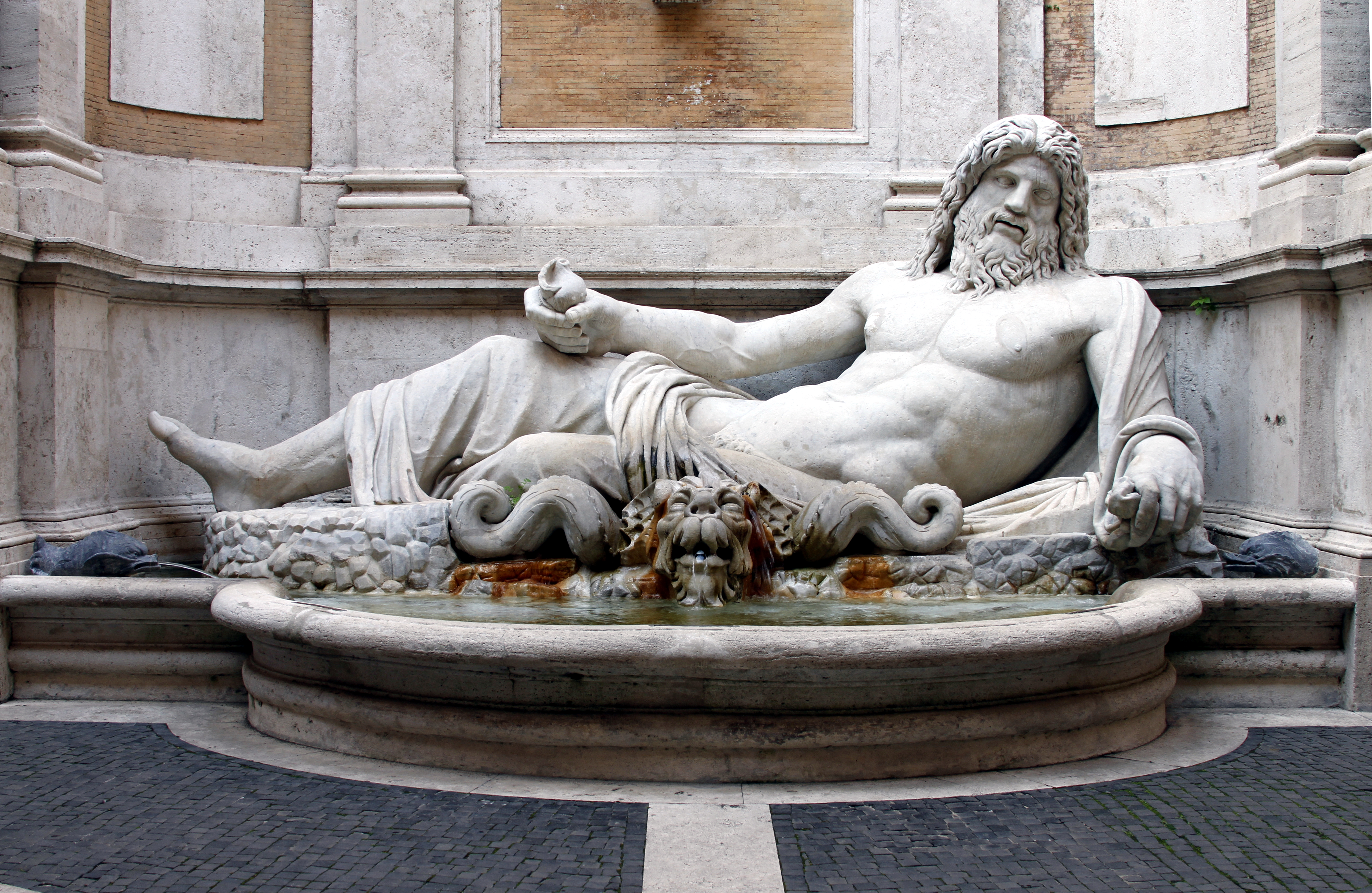
Foco na estátua.

Marfório (em italiano:  Marforio; em latim: Marphurius) é uma das estátuas falantes de Roma, Itália. Ela manteve, durante séculos, uma rivalidade amistosa com sua principal rival, Pasquino. Assim como as outras cinco estátuas falantes, pasquinadas — sátiras irreverentes direcionadas às figuras públicas mais proeminentes da cidade — eram postadas ao lado do Marfório nos séculos XVI e XVII.

## História
A estátua é uma grande escultura de mármore romana do século I representando um deus fluvial ou o deus Oceano reclinado que, no passado, foi identificado de forma díspar como Júpiter, Netuno ou uma personificação do Tibre. Foi o humanista e antiquário Andrea Fulvio que o identificou pela primeira vez como um deus fluvial em 1527. O Marfório (Marfoi) já era um marco de Roma no final do século XII. Poggio Bracciolini escreveu sobre ela como sendo uma das esculturas sobreviventes da Antiguidade e, no início do século XVI, ela ainda ficava perto do Arco de Sétimo Severo, como atestam os relatos de vários autores.
A origem de seu nome é tema de debate. Ela foi descoberta dentro de uma base de granito com a inscrição "mare in foro", mas é possível que seu nome seja uma referência ao nome latino da região onde foi encontrada (Martis Forum) ou ao nome da família Marioli (ou Marfuoli), que era proprietária da região perto da Prisão Mamertina, também perto do Fórum, onde estátua ficou até 1588.
O papa Sisto V ordenou que estátua fosse levada para a piazza San Marco em 1588 e, depois, para a piazza del Campidoglio, em 1592, onde ela decora uma fonte projetada por Giacomo Della Porta numa das paredes de Santa Maria in Aracoeli, de frente para o Palazzo dei Conservatori. Em 1645, a construção do Palazzo Nuovo cercou a fonte. Partes da face, do pé direito e da mão esquerda segurando uma concha foram restauradas em 1594. A estátua foi movida novamente no século XVII, por ordem do papa Inocêncio X, que a instalou num pátio do Palazzo Nuovo, onde ela está hoje.